# Les Îles (film, 2017)
Pour les articles homonymes, voir Les Îles.
Pour plus de détails, voir Fiche technique et Distribution.
Les Îles est un court métrage français écrit et réalisé par Yann Gonzalez, sorti en 2017.
Il a remporté la Queer Palm du court métrage au festival de Cannes 2017, et est ensuite inséré dans le film-a-sketchs poétique « Ultra Rêve » aux côtés de Bertrand Mandico et le duo Poggi-Vinel.

## Synopsis
Des personnages traversent un dédale érotique et amoureux avec le désir pour seul guide.

## Fiche technique
- Titre : Les Îles
- Réalisation : Yann Gonzalez
- Pays d'origine :  France
- Langue : français
- Genre : drame
- Durée : 23 minutes
- Dates de sortie :
  - France : 21 mai 2017 (Festival de Cannes 2017)

## Distribution
- Sarah-Megan Allouch : Circé
- Mathilde Mennetrier : la jeune fille
- Alphonse Maîtrepierre : le garçon
- Romain Merle : le monstre
- Thomas Ducasse : Nassim
- Simon Thiébaut : Simon
- Félix Maritaud : un branleur

## Distinctions

### Récompenses
- Festival de Cannes 2017 : Queer Palm du court métrage (présentation en séance spéciale à la 56e Semaine de la Critique)
- Queer Lisboa 2017 : meilleur court métrage